# مبارزه قانون‌ها
مبارزه قانون‌ها یا تضاد قانون‌ها (انگلیسی: Conflict of the Orders) یک مبارزه سیاسی بین پلبی‌ها (عوام) و پاتریسی‌ها (اشراف‌سالاران) در جمهوری روم بود که از ۵۰۰ قبل از میلاد تا ۲۸۷ قبل از میلاد به طول انجامید که در آن پلبی‌ها، خاصه از طریق اقدام به بست‌نشینی، به دنبال کسب حقوق برابر سیاسی با پاتریسی‌ها بودند.